# Antônio Rinaldo Gonçalves
Antônio Rinaldo Gonçalves (* 31. Oktober 1966 in Campina Grande) ist ein ehemaliger brasilianischer Fußballspieler.

## Karriere
Rinaldo begann seine Karriere bei Campinense Clube und spielte unter anderem auch beim FC Treze. 1987 wechselte er zum Erstligisten Santa Cruz FC. Für Santa Cruz bestritt er 36 Erstligaspiele und schoss dabei fünf Tore. 1989 wechselte er zum Fluminense FC nach Rio de Janeiro. Für Fluminense bestritt er 21 Erstligaspiele und schoss dabei sieben Tore. 1991 wechselte er zum Ligakonkurrenten FC São Paulo. Mit dem Verein wurde er 1991 brasilianischer Meister. 1992 gewann er mit dem Verein den Copa Libertadores. Anschließend wechselte er jede Saison den Verein. Von 1992 bis 2000 war er außerdem noch bei den Vereinen Sport Recife, Portuguesa, Gamba Osaka, Moreirense FC, EC Juventude und Marítimo Funchal unter Vertrag. 2004 trat er dann noch in Österreich für den FC Kärnten an.

## Erfolge
FC São Paulo
- Brasilianischer Meister: 1991[1]
- Copa Libertadores: 1992